# Kenjutsu
El Kenjutsu (剣術) és una art marcial japonesa tradicional o koryu budo. Existeixen diferents escoles. Era la pràctica per excel·lència dels samurais amb la finalitat d'adquirir la major habilitat i destresa en l'ús del sabre, ja que en el Japó tradicional hi depenia la seva vida i l'honor.

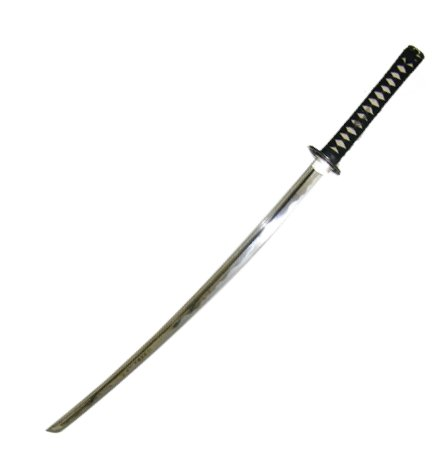
Un Iaito, sabre tradicional japonès d'entrenament, sense tall.

La "katana" o sabre, era considerat l'ànima del samurai. La casta dels "guerrers samurais" sorgí al Japó dal s.XII i tota la seva vida estava regida per un estricte codi d'honor conegut com a "Bushido", que recull les normes i tradicions establertes a l'època.
El Kenjutsu és una art marcial anomenada absolut, ja que la majoria de les seves tècniques, en aplicar-les adequadament acaben amb la mort de l'oponent.
La pràctica es desenvolupa principalment mitjançant les kates, tots realitzant talls sobre màrfegues enrotllades i humides, així com amb troncs gruixuts de bambú. A les pràctiques, s'empren tant el bokken (un sabre de fusta, sovint de roure, alzina o faig), com el shinai (sabre d'entrenament de bambú), o bé el iaito (sabre de metall però sense tall) o el "shinken" (un sabre de debò), així com la "katana" i el "tachi" entre d'altres.
Actualment existeixen antigues escoles, com ara la Katori Shinto Ryu, la Kashima Shinto Ryu i la Kashima Shin Ryu. Com en d'altres koryu budo, no existeixen pas els cinturons de colors per determinar el nivell dels practicants, sinó que s'empra, en comptes dels graus, el lliurament de llicències com ara la menkyo kaiden.
Hi estan íntimament relacionats amb l'art del sabre el "Kendo" i el "Iaido" o "Iaijutsu".

## Apunts d'història de les escoles de kenjutsu

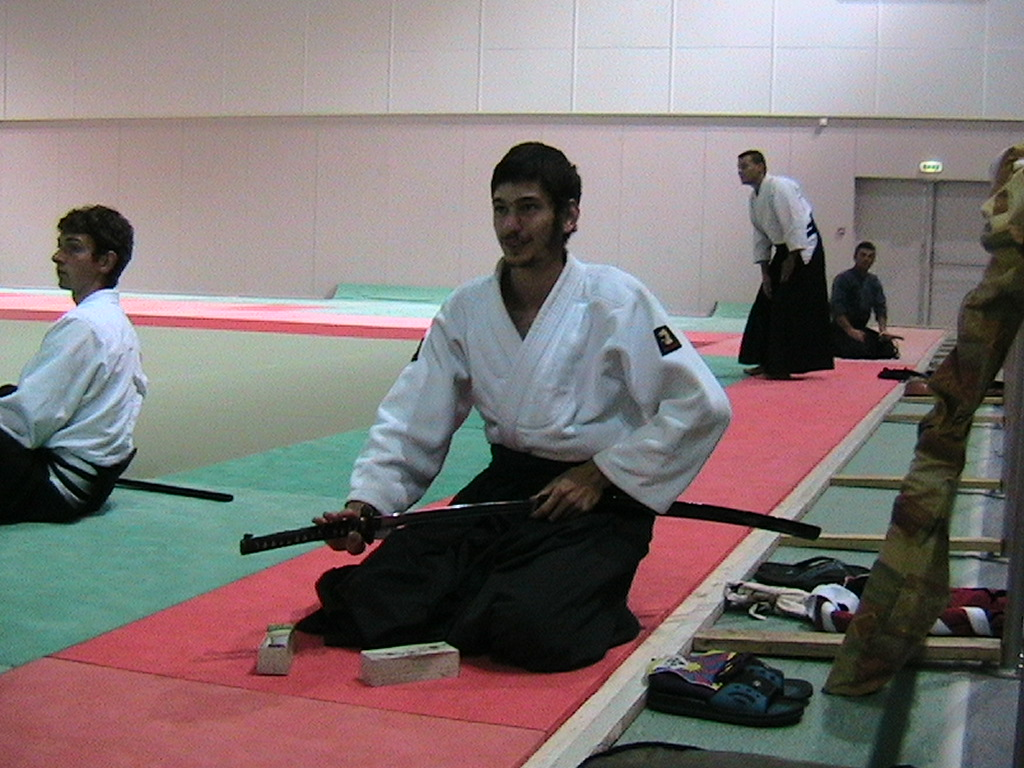
Preparació del iaito, el sabre abans de la pràctica de iaido i kenjutsu

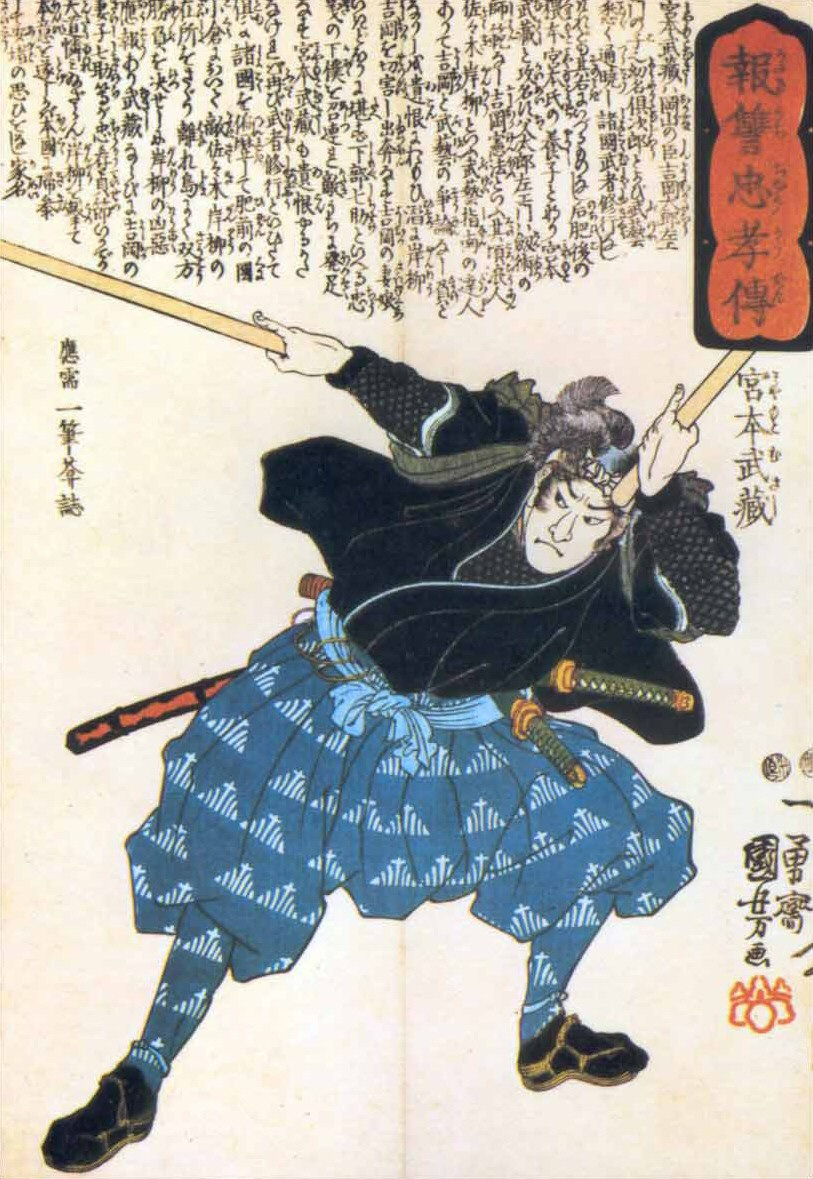
Il·lustració del llibre dels cinc anells, de Miyamoto Musashi amb dos bokken, sabres de fusta.

El dàimio, el senyor, enviava al jove samurai a una escola d'armes per tal que fos ensinistrat en les arts de "kenjutsu", "kyudo", "jujutsu", "shodo" o "ikebana" entre d'altres.
A finals del segle xiii el cèlebre mestre Shignobu Heyashizashi ensenyava a desembeinar i tallar de manera tan ràpida que l'adversari no tenia temps de posar-se en guàrdia... era el descobriment del "iai", la tècnica que algunes incorporaren, des de llavors, al seu estil propi.
Durant l'era Tokugawa aparegué l'escola Itto-Ryu (escola del sabre únic). I a finals del segle xvi el famós Miyamoto Musashi va crear l'escola Enmei (escola dels dos sabres) i va escriure un tractat (el llibre dels cinc anells) sobre l'esgrima i l'estratègia de combat tot recollint la seva extensa experiència.
Cap al segle xviii els experts del daito (sabre llarg) amb la voluntat d'evitar els freqüents accidents amb ferides greus que es produïen als entrenaments a les escoles, introduïren la pràctica amb armadura protectora. Pocs anys més endavant es va substituir la pràctica amb la "datana" pel "shinai" de bambú o el "bokken" de fusta, cosa que no va agradar gaire entre els samurais... que ho consideraren una covardia.
Finalment i ja amb la "decadència" dels samurais, del Kenjutsu sorgí una pràctica més convencional i esportiva, nasqué el "Kendo", però els entesos consideren que les seves tècniques s'allunyen notòriament de la realitat d'un combat amb sabre.